# 주의식
주의식(朱義植, ? ~ ?)은 조선 중기의 가인이자 시조 작가이다. 자는 도원, 호는 남곡, 본관은 나주이다.
숙종 때 무과에 급제하여 칠원 현감을 지냈으며, 노래와 시조를 잘 짓기로 유명하였다. 그의 노래는 내용이 도덕적이고 건실하였으며, 시조 14수가 《청구영언》, 《해동가요》, 《가곡원류》 등에 실려 전한다.